# San Tirso (Sahagún)

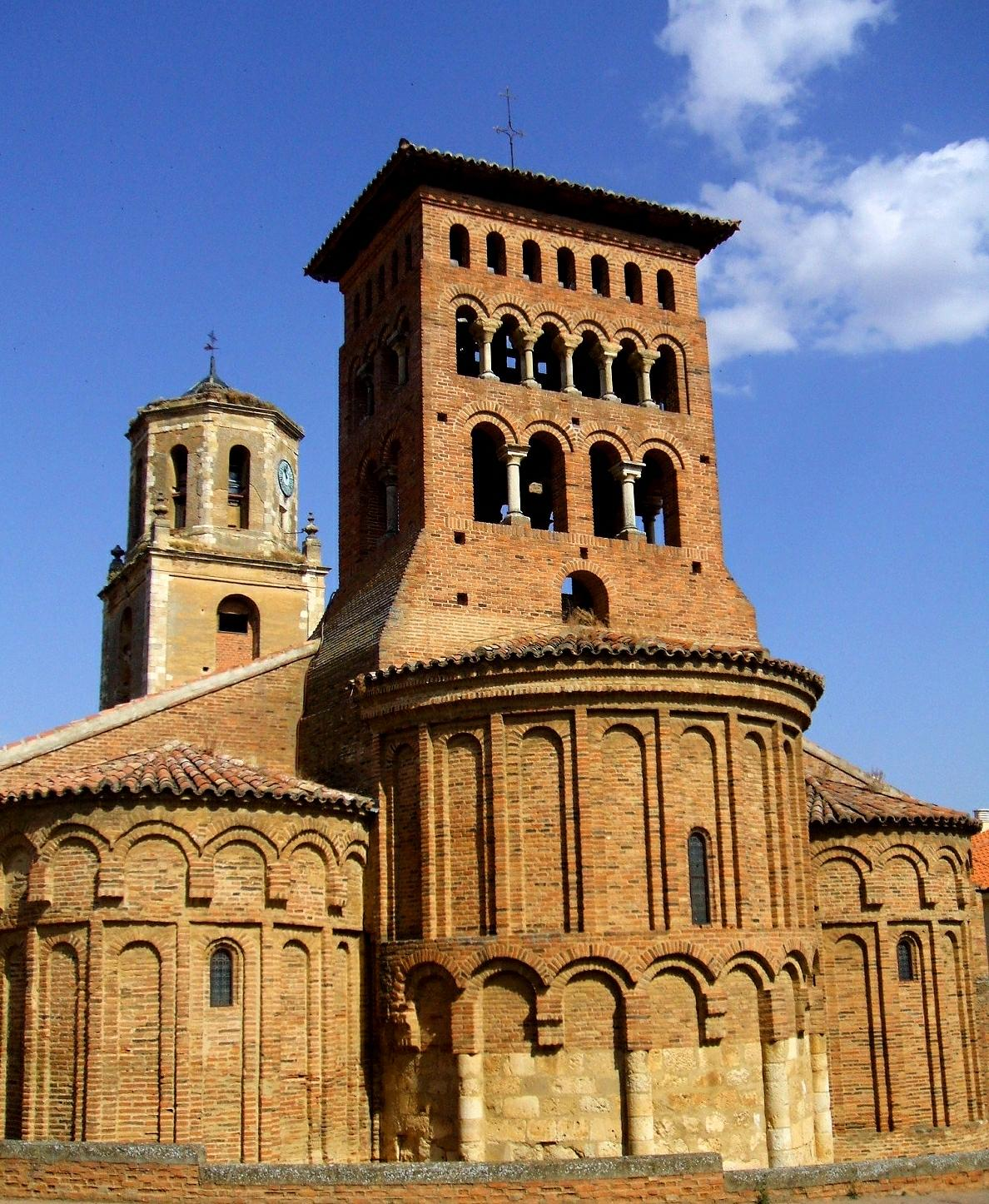
Iglesia de San Tirso, Sahagún – im Hintergrund der Turm des zerstörten Klosters San Benito

Die mittelalterliche Kirche San Tirso in der nordspanischen Stadt Sahagún gehört zu den eindrucksvollsten Sakralbauten im Mudéjar-Stil. Sie ist dem um 250 n. Chr. in Kleinasien hingerichteten Märtyrer Thyrsos geweiht.

## Lage
Die Kirche San Tirso befindet sich im Westen der Kleinstadt Sahagún in der Region Kastilien-León. Sie liegt nur etwa 300 Meter nordöstlich einer bereits im Mittelalter existierenden Steinbrücke über den Río Cea, die von vielen Pilgern auf ihrem Weg nach Santiago de Compostela überquert wurde.

## Baugeschichte
Über den oder die Auftraggeber bzw. die – am leicht nach Südosten orientierten Kirchenbau – beteiligten Bauleute (Architekten und Handwerker) ist nichts bekannt. Auch andere Dokumente und Urkunden zur Baugeschichte sind nicht erhalten. Die Forschung datiert den Chorbereich des im Mudéjar-Stil errichteten Bauwerks in das ausgehende 12. Jahrhundert – er stünde damit am Beginn der Mudéjar-Kirchen der Stadt; das Langhaus der Kirche folgte nur kurze Zeit später.
Die Kirche profitierte in hohem Maße von den Spenden der vorbeiziehenden Jakobspilger. Im ausgehenden Mittelalter kam das Pilgerwesen wegen des Hundertjährigen Krieges (1337–1453) zwischen Frankreich und England und der Reformationszeit jedoch beinahe zum Erliegen. Der Kirchenbau verfiel zusehends und wurde im 20. Jahrhundert in großen Teilen restauriert.

## Architektur

### Steinmaterial

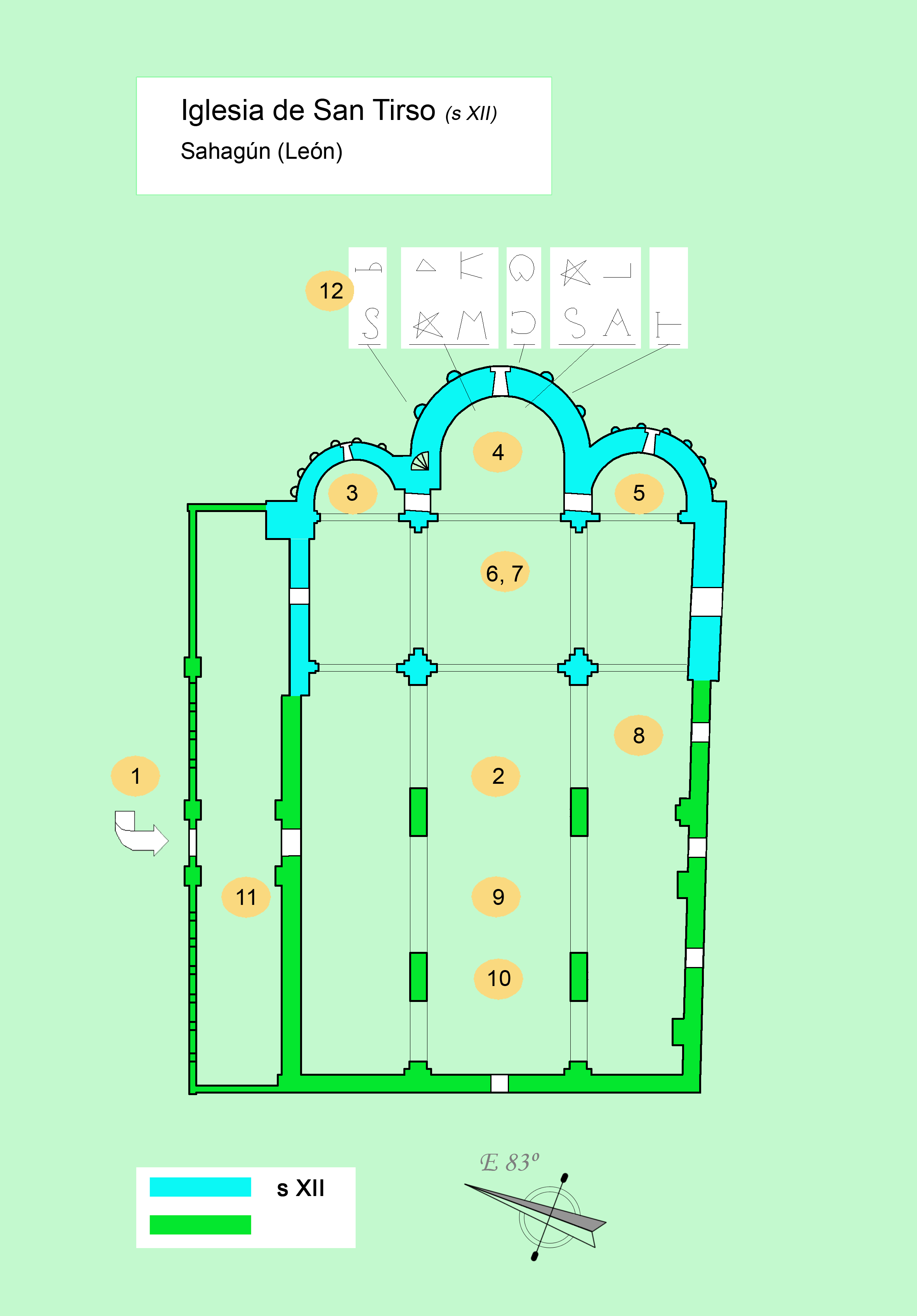
Grundriss der Iglesia de San Tirso:
1. Eingang, 2. Mittelschiff, 3. Nordapsis, 4. Mittelapsis, 5. Südapsis, 6.+7. Vierung + Turm, 8. südl. Seitenschiff (Museum), 9. Binnenchor (coro), 10. Sarkophag, 11. Nordvorhalle (portico), 12. Steinmetzzeichen

Während die meisten Wohnbauten in der natursteinarmen Region des Duero-Tals aus Stampflehm oder in Fachwerktechnik errichtet wurden, wurden viele Sakralbauten in der näheren und ferneren Umgebung aus Ziegelsteinen gemauert (z. B. in Zamora und Toro). Die Herstellungs- und Verarbeitungstechniken beherrschten vor allem die maurischen Mudéjares bzw. die von ihnen angelernten christlichen Bauleute. Von der Sockelzone der Mittelapsis und einigen kleinen Säulchen im Vierungsturm abgesehen, bestehen die Mauern der Kirche ausschließlich aus Backsteinen.

### Apsiden
Die drei Schiffe des Innern enden jeweils in einer Apsis, deren mittlere deutlich größer ist als die beiden seitlichen. Aufgrund der Sockelzone der Mittelapsis ist anzunehmen, dass zuerst versucht wurde, einen Natursteinbau zu errichten, was sich jedoch – auch wegen der Transportkosten – bald nach Beginn der Arbeiten als zu aufwendig und zu teuer erwies. Die Arbeiten wurden fortan in Backstein ausgeführt, mit denen auch das zweigeschossige Blendarkadendekor der drei Apsiden gestaltet ist. Die höheren Blendarkaden werden jeweils von rechteckigen Rahmungen eingefasst, wohingegen die kleineren in doppelten Rundbögen enden. Jede Apsis wird durch ein kleines Ostfenster belichtet.

### Vierungsturm
Jedes der drei Geschosse des auf rechteckigem Grundriss erbauten Vierungsturms, der auch als Glockenturm fungierte, ist durch Fenster- bzw. Schallöffnungen, die sich in ihrer Höhe nach oben verkleinern, weit geöffnet; der Turm wirkt dadurch eher leicht. Die in die Arkaden der beiden unteren Ebenen eingestellten Natursteinsäulchen sorgen für optische Abwechslung.
Der im 17. Jahrhundert errichtete freistehende Turm mit seinem oktogonalen Obergeschoss, der die Silhouette von San Tirso mitprägt, ist der einzig erhaltene Bauteil des benachbarten ehemaligen Klosters San Benito.

### Innenraum

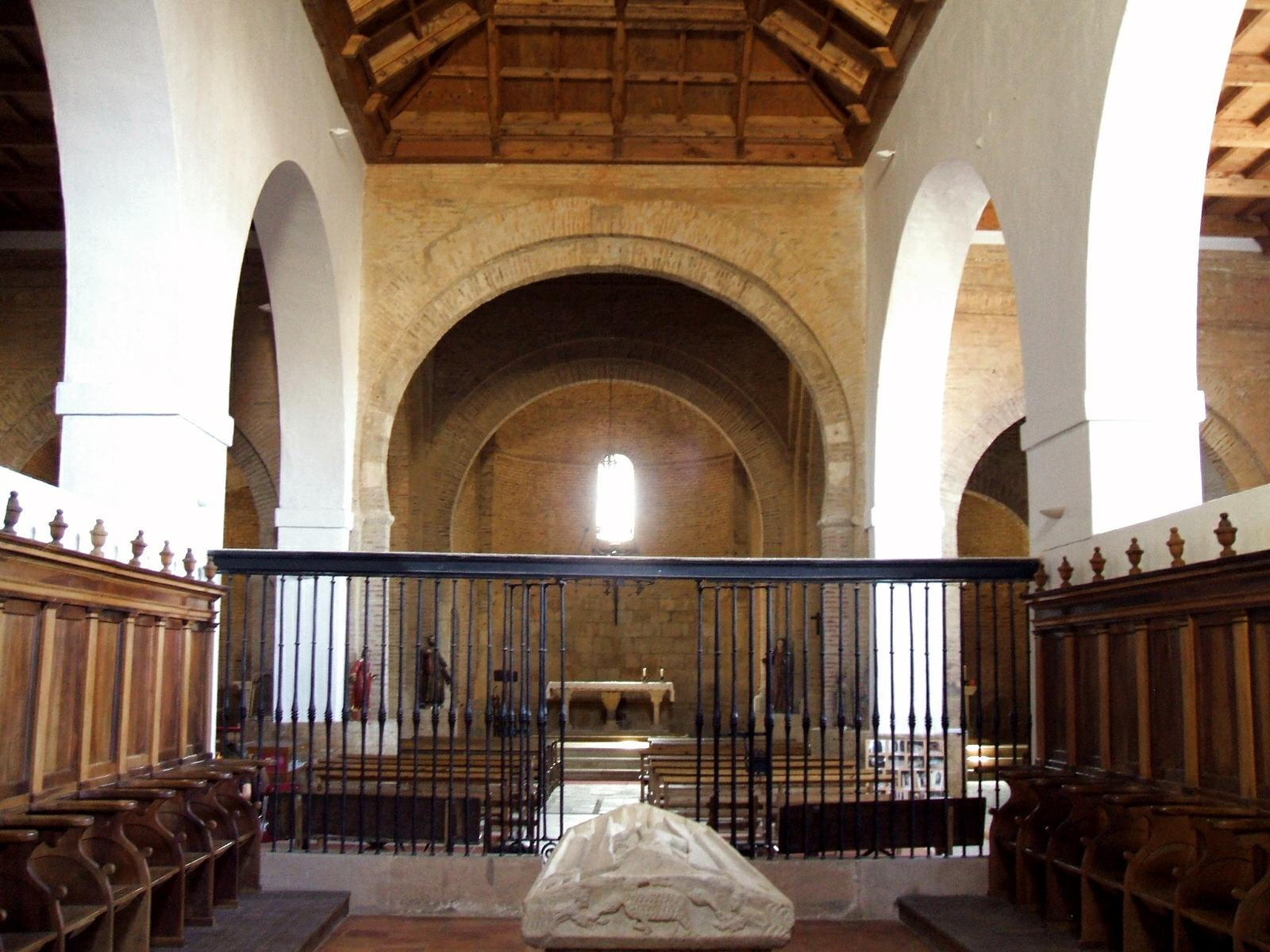
Binnenchor (coro) und Apsis

Das südliche Seitenschiff des dreischiffigen und von hölzernen Flachdecken bedeckten Kircheninnern ist zu einem kleinen Museum umgestaltet worden – hier befinden sich Holzmodelle der Kirchen Sahagúns etc. Wahrscheinlich war man zur Zeit der Erbauung der Kirche nicht in der Lage weitgespannte Gewölbe aus Ziegelsteinen zu konstruieren; darüber hinaus waren die maurischen Handwerker und Architekten mit der Gewölbetechnik überhaupt nicht vertraut. Die Pfeiler des Binnenchors (coro) und Teile der Außenwände sind verputzt: inwieweit dies dem Originalzustand entspricht, ist unklar. Die großen Bögen im Bereich der Vierung und der seitlichen Apsiden sind als Hufeisenbögen ausgebildet; ganz oben finden sich Dekormuster aus senkrecht oder schräg gesetzten Steinen. Anstelle der im Natursteinbau üblichen Kapitelle finden sich lediglich Kämpferplatten.

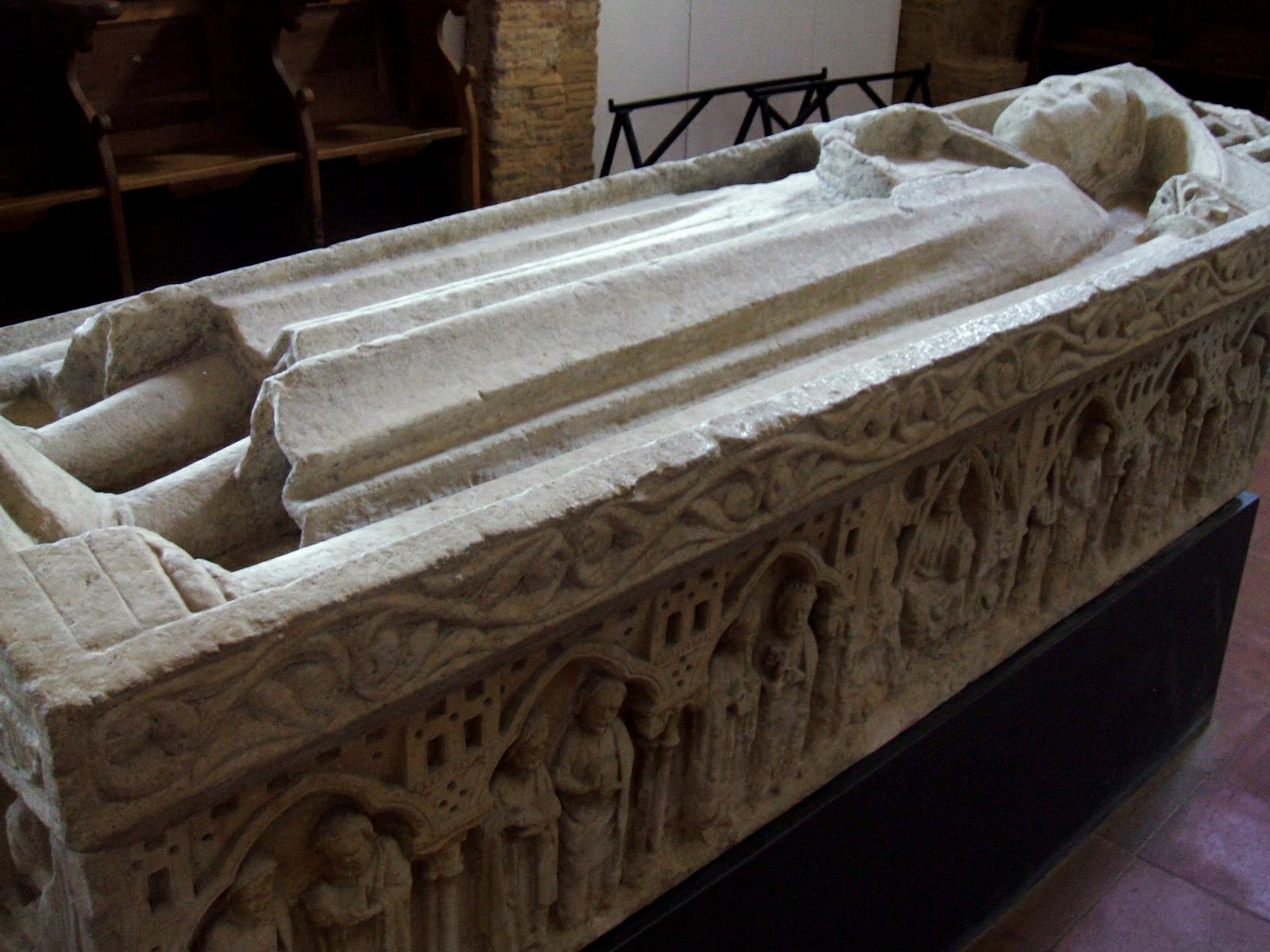
Gotischer Sarkophag

### Nordvorhalle
Im 19. Jahrhundert wurde auf der Nordseite der Kirche eine Vorhalle (portico oder galería porticada) angebaut, durch welche man die Kirche betritt.

## Ausstattung
In der Mitte des von einem aus der Iglesia de la Pelegrina stammenden Chorgestühl eingefassten Binnenchores (coro) ist ein steinerner Sarkophag ausgestellt, der ursprünglich auf dem Friedhof von Sahagún stand; er wird ins 13. Jahrhundert datiert und zeigt die Liegefigur eines Adligen. An den Längsseiten befinden sich Zweiergruppen von trauernden Mönchen und anderen Personen. Außerdem sind in der Kirche mehrere barocke Figuren etc. zu sehen, die die Atmosphäre des Kirchenraums jedoch nur unwesentlich beeinträchtigen.